# Pontifícia Universidade Católica de Minas Gerais
Pontifícia Universidade Católica de Minas Gerais (PUC-MG) egy Minas Geraisban (Brazília) található oktatási központ.
Ez egy olyan intézmény, amely kurzusok széles skáláját kínálja Minas Geraisben, Brazília délkeleti részén. Az intézmény mintegy 47434 diák, 1833 professzor és 800 főnyi munkatárs segítségével működik.